# 虎裔
《虎裔》（羅馬化：Chaat Payak）是一部由Metha & Mahaniyom制作，扎隆·索纳特、尼塔莎·吉拉尤吉恩领衔主演的泰国历史动作剧。此剧以拉玛五世统治时期为背景，剧情主要讲述了一名奴隶与富家小姐身份差异的爱情故事。

## 演员阵容
- 扎隆·索纳特 饰演 Glaa
- 尼塔莎·吉拉尤吉恩 饰演 Ploy
- 甘莫内·仁希 饰演 Bua
- 纳塔温·崴唐缇派特 饰演 A Wurn
- 吉拉宇·丹特古 饰演 Ruen
- 措克猜·布恩窝米提 饰演 Ming
- 察猜·本班尼 饰演 Chatree王子
- 辛扎伊·本班尼（英语：Sinjai Plengpanich） 饰演 Nang Pian / Khun Thip
- 素恩素答·拉万帕瑟（英语：Sueangsuda Lawanprasert） 饰演 Khun Kularb
- 帕辛·利昂武 饰演 Nuam
- 纳帕·戈马拉昆 饰演 Phraya Prasertpakdee
- 大卫·亚沙维侬 饰演 Peter
- 瓦查拉猜·顺通西里

## 奖项与提名
| 颁奖机构             | 奖项           | 获提名者          | 结果 |
| -------------------- | -------------- | ----------------- | ---- |
| 第31届泰国金电视奖   | 最佳女配角     | 甘莫内·仁希       | 獲獎 |
| 第10届九大演艺大赏   | 年度电视剧     | 《虎裔》          | 提名 |
| 第10届九大演艺大赏   | 年度最佳女演员 | 尼塔莎·吉拉尤吉恩 | 提名 |
| 第八届泰国皇家戏剧奖 | 最佳男配角     | 吉拉宇·丹特古     | 提名 |
| 第八届泰国皇家戏剧奖 | 最佳艺术指导   | 《虎裔》          | 提名 |
| 第八届泰国皇家戏剧奖 | 最佳摄影       | 《虎裔》          | 提名 |
| 第八届泰国皇家戏剧奖 | 最佳演员阵容   | 《虎裔》          | 提名 |
| 第八届泰国皇家戏剧奖 | 最佳服装造型   | 《虎裔》          | 提名 |